# Gobierno provisional del sur de Irlanda
El gobierno provisional del sur de Irlanda (en irlandés: Ríaltas Sealadach na hÉireann) fue un gobierno creado para administrar el área sur de Irlanda entre el 16 de enero de 1922 y el 6 de diciembre del mismo año.  El gobierno provisional fue efectivamente una administración de transición entre el periodo de ratificación del Tratado Anglo-Irlandés y el establecimiento del Estado Libre Irlandés.  Su legitimidad fue disputada por los delegados anti tratado del Dáil Éireann. 

## Formación
El gobierno provisional fue constituido el 14 de enero de 1922 en "una reunión del Parlamento electo por los electores en el sur de Irlanda".  Esta reunión no fue convocada como una reunión de la Casa de los Comunes del Sur de Irlanda ni como una reunión del Dáil. En vez, esta fue convocada por Arthur Griffith como "Presidente de la Delegación Irlandesa de Plenipotenciarios" (quienes firmaron el tratado) bajo los términos del Tratado anglo-irlandés.  Notablemente, la reunión no fue convocada por Lord Fitzalan, Señor Teniente de Irlanda, bajo quien según la Ley de Gobierno de Irlanda de 1920, era quien podía convocar reuniones de la Casa de los Comunes del Sur de Irlanda.
El Tratado anglo-irlandés fue ratificado por el lado irlandés, el gobierno provisional fue elegido y Michael Collins fue designado presidente.  El gobierno provisional entró en vigor dos días más tarde el 16 de enero de 1922, cuando Collins tomó control del Castillo de Dublín en manos de la administración británica.
A pesar de su establecimiento en enero de 1922, el gobierno británico no transfirió formalmente ningún poder al gobierno provisional.  El gobierno británico pudo hacerlo cuando el parlamento británico aprobó el Tratado anglo-irlandés.  Esto fue hecho el 29 de marzo de 1922 y el día siguiente mediante un order in council una gama de poderes gubernamentales fueron transferidos al gobierno provisional.  Varios miembros del gobierno provisional fueron vueltos a nombrar en esa fecha y estos nombramientos fueron anunciados en la Dublin Gazette  unos días más tarde.